# Feuerwehr Mannheim
Die Feuerwehr Mannheim übernimmt für Mannheim den Feuer- und Katastrophenschutz, jedoch nicht die Aufgaben des Rettungsdienstes. Die Feuerwehr besteht aus einer Abteilung der Berufsfeuerwehr (auf drei Wachen verteilt), acht Abteilungen der Freiwilligen Feuerwehr mit je einer Jugendfeuerwehr.
Ein von der Feuerwehr Mannheim entwickeltes, völlig neues Konzept für eine Kraftfahrspritze wurde im Jahr 1934 die Grundlage für die Normung von Löschgruppenfahrzeugen. Es sah unter anderem vor, dass die Feuerwehrmänner in einer geschlossenen Kabine und nicht mehr auf einem offenen Fahrzeug sitzen, sämtliches Gerät ebenfalls in einem geschlossenen Aufbau verstaut und das Fahrzeug mit einem Dieselmotor ausgestattet sein muss.
Die Feuerwehr Mannheim setzte im Jahr 1955 deutschlandweit als erste Feuerwehr das System der Wechselladerfahrzeuge ein. In den Jahren 2002 bis 2006 war sie einer von vier Pilotstandorten der Analytischen Task Force des Bundesamtes für Bevölkerungsschutz und Katastrophenhilfe. Sie richtete zudem zweimal die Jahresfachtagung der Vereinigung zur Förderung des Deutschen Brandschutzes (vfdb) aus; in den Jahren 1952 und 2009.

## Geschichte

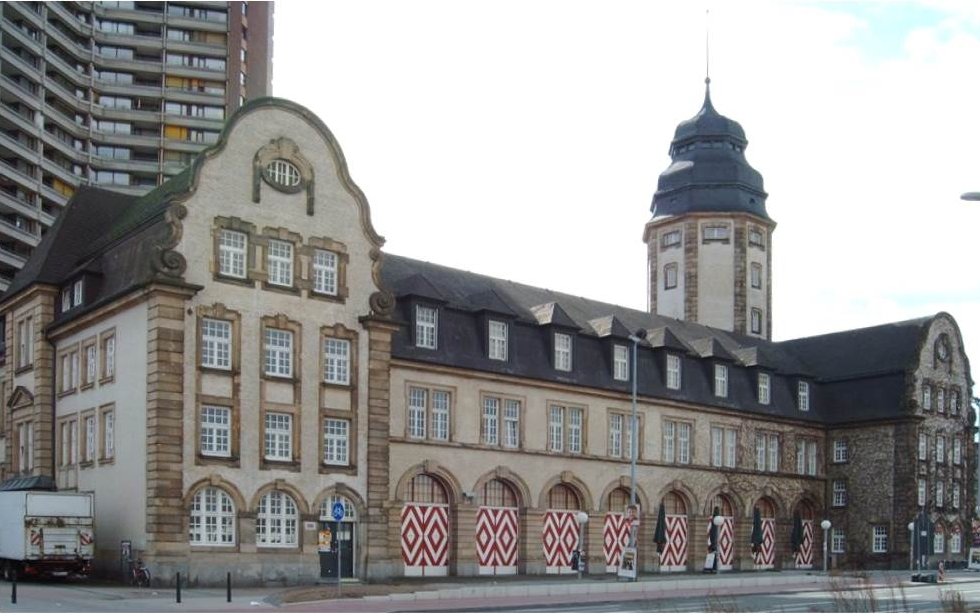
Alte Feuerwache

Bereits im Jahr 1849 wurden Anstrengungen unternommen, eine Feuerwehr in Mannheim zu gründen. Der damalige Landesherr, Großherzog Leopold erwartete von den Feuerwehrleuten jedoch, dass sie sich beim Eintritt in die Feuerwehr von den Gedanken der Badischen Revolution deutlich distanzieren, was einstimmig abgelehnt wurde. Erst nach der Revolution kam es dann am 11. November 1851 in Mannheim zur Gründung einer Freiwilligen Feuerwehr mit 500 Mitgliedern. Diese nahm im April 1852 ihre Tätigkeit auf und führte im September ihre erste Hauptübung durch.
Am 15. August 1891 wurde die Freiwillige Feuerwehr um hauptamtliche Feuerwehrleute erweitert. Die Berufsfeuerwehr war zunächst im Alten Kaufhaus auf dem Quadrat N 1 untergebracht und wurde Ende 1894 in den Bauhof verlegt. Damit befand sich die Hauptfeuerwache in der Innenstadt, in den Quadraten U 2 und U 3. Im Jahr 1910 entschied sich das städtische Hochbauamt für einen Neubau am strategisch günstigeren nördlichen Neckarufer. Im Jahr 1912 erfolgte dann der Umzug in die heutige „Alte Feuerwache“ am heutigen „Alten Meßplatz“. 1975 bezog die Berufsfeuerwehr von dort die Wache im Stadtteil Lindenhof bis Ende März 2017. Die aktuelle „Hauptfeuerwache“ befindet sich wenige hundert Meter entfernt an der Neckarauer Straße im Stadtteil Almenhof. Die „Alte Feuerwache“ dient seit 1981 als Kulturzentrum. Unter anderem ist sie jetzt die Spielstätte des Jugendtheaters „Schnawwl“ des Mannheimer Nationaltheaters.
Aktuell verteilt sich die Mannheimer Berufsfeuerwehr auf drei Wachen in der Stadt. Die „Hauptfeuerwache“ im Stadtteil Almenhof. Die beiden weiteren Stützpunkte sind „Wache Nord“ in Mannheim-Käfertal und „Wache Süd“ in Mannheim-Rheinau.
Die Anzahl der Abteilungen der Freiwilligen Feuerwehr wuchs mit der Eingemeindung der umliegenden Ortschaften: mit Neckarau 1899, Feudenheim 1910, Rheinau 1913, Wallstadt 1929 sowie Seckenheim und Friedrichsfeld 1930 wurden auch die dort ansässigen Mannschaften in die Feuerwehr Mannheim integriert. Dagegen wurde die Abteilung Nord im Jahr 1974 aus einer ehemaligen Regieeinheit des Luftschutzhilfsdienstes heraus gegründet.
Im Jahr 2024 wurde ein Brandschutzbedarfsplan vorgestellt, dessen Umsetzung die taktische Ausrichtung der Feuerwehr Mannheim grundlegend verändert. Hierzu zählen unter anderem:
- 6-Wachenmodell (Neubau 4 Feuerwachen)
- Modularisierung Löschzüge BF (neue Basiseinheit HLF 20 + DLK auf 6 Wachen)
- einheitliche Basiseinheit BF/FF (14 baugleiche HLF 20)
- neues Führungskonzept (Trennung Führungsfunktion Zugführer/Gruppenführer)

## Gefahrenpotentiale in Mannheim

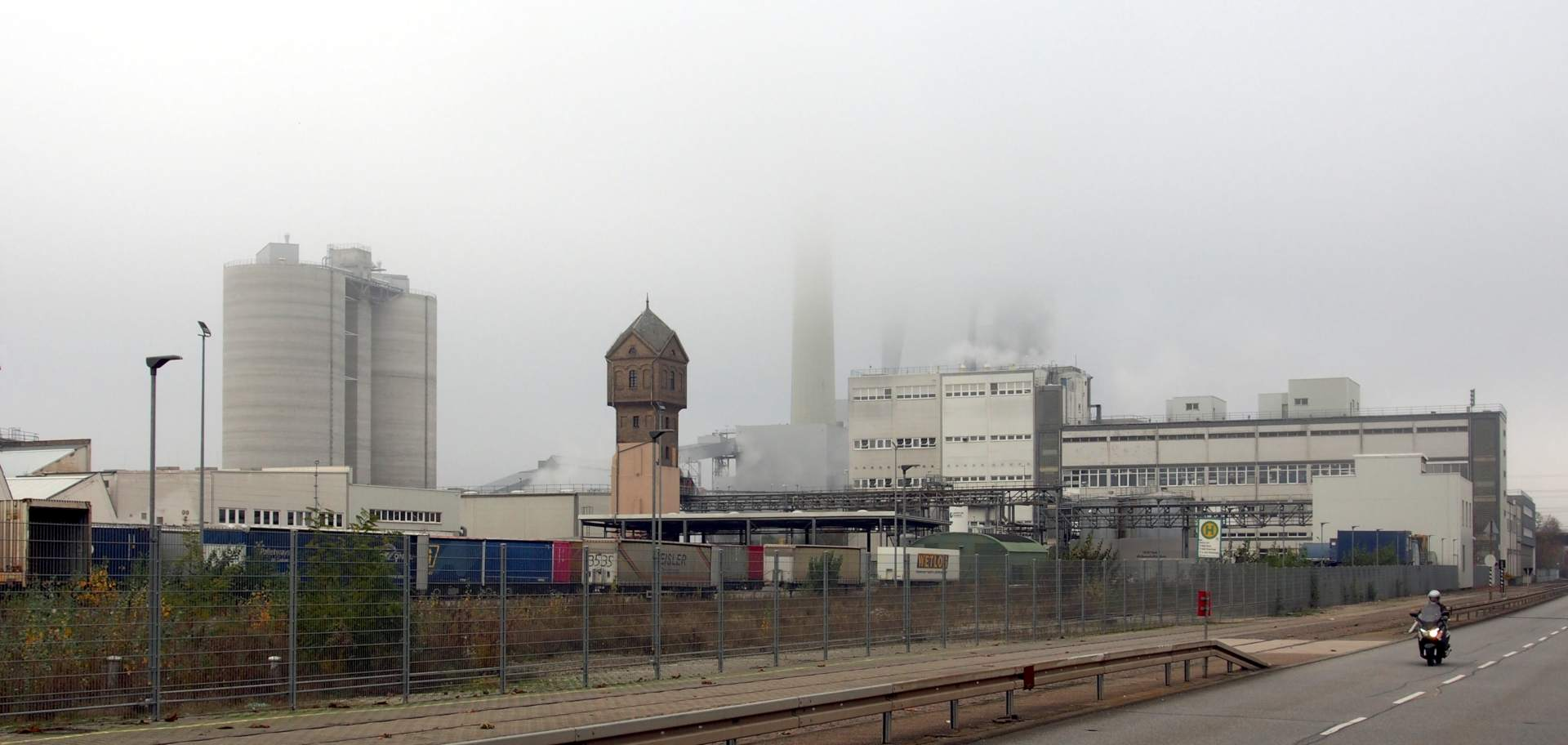
Industrieanlagen in Rheinauhafen

- Als zweitgrößte Stadt in Baden-Württemberg stellen Berufs- und Freiwillige Feuerwehren für über 300.000 Einwohner den Brand- und Katastrophenschutz sicher.
- Der Rangierbahnhof Mannheim zählt zu den größten Deutschlands und dient der Verteilung von (Gefahr-)Gütern für die (chemische) Industrie der gesamten Metropolregion Rhein-Neckar.
- An den Rheinufern Mannheims und Ludwigshafens befindet sich eines der bedeutendsten Hafengebiete Europas. Auch hier werden (Gefahr-)Güter aller Arten umgeschlagen. Dafür existiert unter anderem ein separater Ölhafen (das Friesenheimer Becken).
- Als wichtiger Industriestandort beheimatet Mannheim Großunternehmen wie die Daimler AG, Unilever, einen Teil der BASF auf der Friesenheimer Insel, Roche, Essity und andere. Insgesamt finden sich hier 40 % aller in Baden-Württemberg ansässigen Firmen, die der Störfallverordnung unterliegen.

## Berufsfeuerwehr

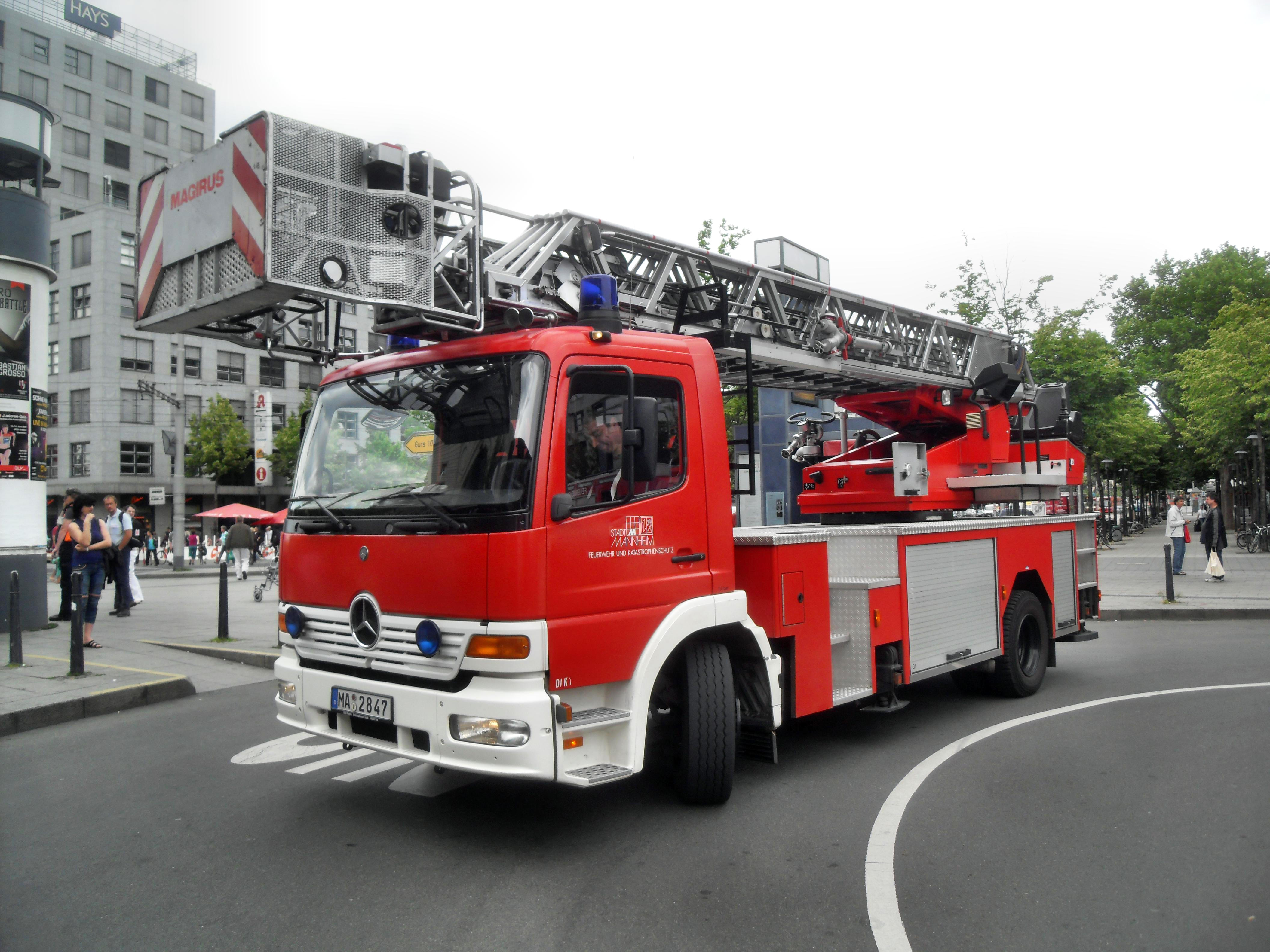
Drehleiter der Feuerwehr Mannheim am Mannheimer Hauptbahnhof

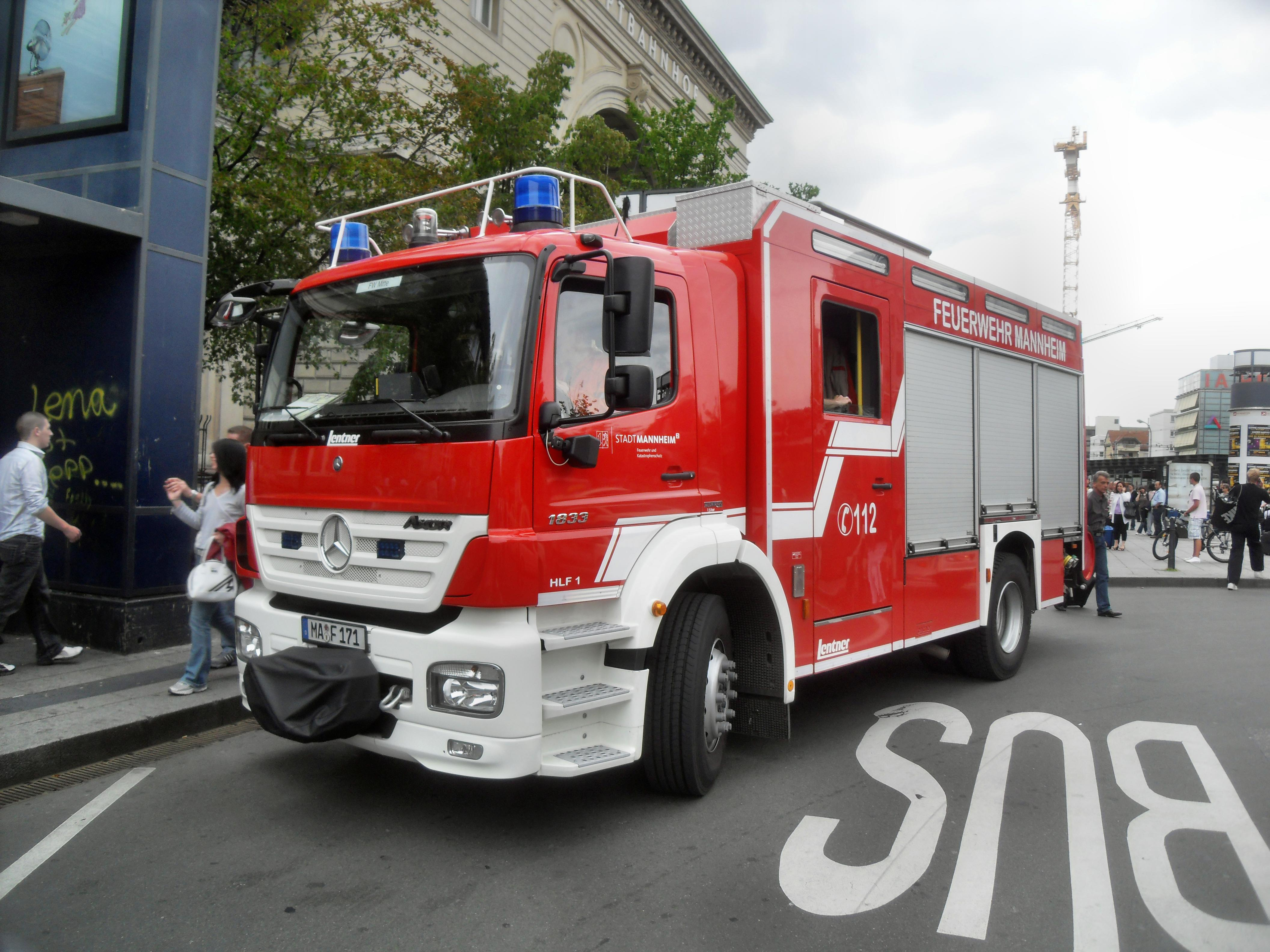
Hilfeleistungs-Löschgruppenfahrzeug der Feuerwehr Mannheim am Mannheimer Hauptbahnhof

Die in drei Schichten organisierte Berufsfeuerwehr ist auf drei Standorte im Mannheimer Stadtgebiet verteilt: Wache Süd in Mannheim-Rheinau, die Hauptfeuerwache im Stadtteil Almenhof und Wache Nord in Mannheim-Käfertal. Auf jeder der drei Wachen ist neben einem Löschzug der Berufsfeuerwehr zusätzlich eine bis zwei Abteilungen der Freiwilligen Feuerwehr stationiert.
Der Jahresbericht 2018 weist 290 Beamte im Einsatzdienst aus. Pro Schicht befinden sich 40 Einsatzbeamte im Dienst. Dazu kommen noch zu jeder Zeit 5 Beamte für die Führungsdienste.
Hauptfeuerwache
()
Auf der Hauptfeuerwache befindet sich – neben den Beamten des Löschzuges – vor allem die Verwaltung des Amtes 37 (Feuerwehr und Katastrophenschutz). Weiterhin ist auch die Leitstelle und das Atemschutzzentrum an diesem Standort untergebracht. Auch die Abteilung Objektbezogene Gefahrenabwehr (vormals vorbeugender Brandschutz), die Abteilung Bevölkerungsschutz und Krisenmanagement sowie der Stab Einsatz und der Stab Strategie haben hier ihren Sitz.
Wache Nord
()
Der – nicht direkt feuerwehrtechnische – Schwerpunkt der Käfertaler Wache ist die (Kfz-)Werkstatt sowie der Bereich der Technik (Funkwerkstatt, Elektrowerkstatt und Nachschublager für technisches Gerät). Zudem wird von Wache Nord der Käfertaler Wald auf mögliche Brände beobachtet.
Wache Süd
()
Neben dem Einsatzdienst findet hier hauptsächlich die Ausbildung der Mannheimer Feuerwehrleute statt. Außer den Schulungsräumen befinden sich hier daher auch die Atemschutz-Übungsanlage und eine Schreinerei.
Auch Schlauchwerkstatt samt Schlauchturm, die Kleiderkammer, sowie das Labor des Arbeitsbereiches Messtechnik sind hier zu finden.

## Freiwillige Feuerwehr

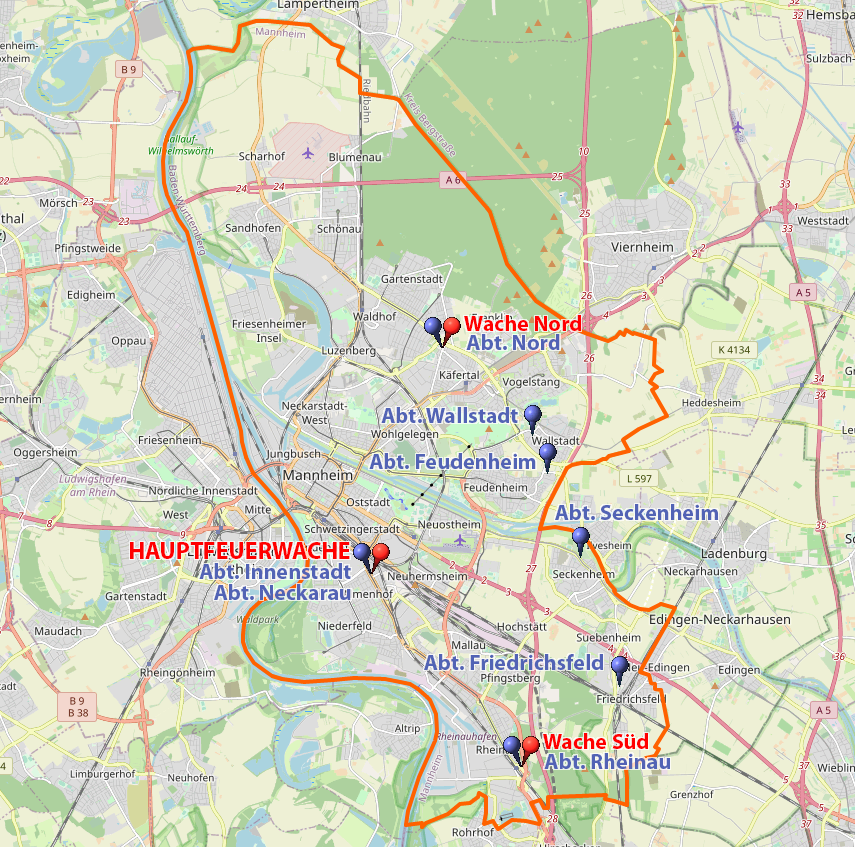
Verteilung der Mannheimer Feuerwachen (BF) und Feuerwehrhäuser (Kürzel siehe Text) Stand 2023

Die Freiwillige Feuerwehr Mannheim setzt sich aus neun Abteilungen zusammen: acht Abteilungen der Aktiven sowie der Abteilung der Jugendfeuerwehr. Letztere ist allerdings wieder auf die zuerst genannten acht Abteilungen verteilt.
Die Freiwillige Feuerwehr unterstützt durch Bereitschaften (unter der Woche durch die Abteilungen Innenstadt und Nord, am Wochenende durch die restlichen Abteilungen) die Berufsfeuerwehr Mannheim beim Stadtschutz sowie generell durch den Einsatz bei Großschadensereignissen und Unwetterlagen. Eine Sonderaufgabe der Freiwilligen Feuerwehr Mannheim ist die Betreuung der städtischen Trinkwasser-Notversorgungen.
Zusätzlich werden die Einsatzkräfte der Feuerwehr Mannheim zu Brandsicherheitswachen im Nationaltheater Mannheim, im Mannheimer Rosengarten, sowie bei Veranstaltungen in der SAP-Arena oder auf dem Maimarktgelände herangezogen.

### Wachbereich Mitte

#### Abteilung Innenstadt (IN)
Die Abteilung Innenstadt ist die ursprüngliche und zugleich auch älteste Abteilung der Feuerwehr Mannheim, sie wurde am 11. November 1851 gegründet (siehe Geschichte). Heute sind in der Abteilung insgesamt etwa 60 Mitglieder aktiv, in der Jugendfeuerwehr noch einmal 25 und knapp 20 Kinder in der im Jahr 2017 gegründeten Kindergruppe. Zusammen mit der Berufsfeuerwehr und der Abteilung Neckarau ist sie auf dem Gelände der Hauptfeuerwache untergebracht, wo sich insgesamt fünf Fahrzeuge der Freiwilligen Feuerwehr befinden, ein Löschgruppenfahrzeug 10 (LF 10), ein Löschgruppenfahrzeug des Katastrophenschutzes des Bundes (LF 20 KatS), eine Drehleiter mit Korb 23-12 (DLK 23-12) und ein Gerätewagen Transport (GW-T) und ein MZF. Mit den Fahrzeugen fahren die Aktiven im Jahr zwischen 120 und 140 Einsätze.

#### Abteilung Neckarau (NE)
Die Mitglieder der im Jahr 1897 gegründeten Abteilung Neckarau übernehmen für Mannheim, neben den regulären Feuerwehraufgaben, den CBRN-Schutz. Für ihre Aufgabe besitzt die Feuerwehr vier spezielle Fahrzeuge, zwei CBRN-Erkundungswagen (CBRN-ErkW), ein Gerätewagen Dekontamination Personal (GW Dekon P) und ein Gerätewagen für die analytische Task Force (GW ATF). Außerdem wird der Abrollbehälter Dekon G von der Abteilung bedient. Des Weiteren gehören ein Löschgruppenfahrzeug 10 (LF 10), ein Löschgruppenfahrzeug des Katastrophenschutzes des Bundes (LF 20 KatS) sowie ein Mehrzweckfahrzeug (MZF) zur Ausstattung. Weiterhin stellen sie Personal für die Analytische Task Force (ATF), die u. a. auch bei der Fußball-WM 2006, Fußball-Europameisterschaft 2024 beim NATO-Gipfel in Baden-Baden oder diversen Regierungsgipfeltreffen (G7 oder G20) eingesetzt wurde.
Die Abteilung Neckarau zog mit der Eröffnung Anfang 2017 ebenfalls von ihrem bisherigen Feuerwehrhaus⊙ auf die neue Hauptfeuerwache und teilt sich mit der Abteilung Innenstadt ein Gebäude.

### Wachbereich Nord

#### Abt. Nord (NO)
Die Abteilung Nord befindet sich zusammen mit der BF Nord auf derselben Wache in Käfertal. Als einzige ist sie keine gewachsene Abteilung in Mannheim, sondern entstand aus einer ursprünglich in Ladenburg untergebrachten Einheit des Luftschutzhilfsdienstes. Mit dem Gründungsjahr 1974 ist sie die jüngste Abteilung der Freiwilligen Feuerwehr Mannheim. Ihr stehen ein Löschgruppenfahrzeug 10/6, eine Drehleiter mit Korb 23-12, ein Tanklöschfahrzeug 16/25 zur Verfügung die den Löschzug bilden. Darüber hinaus stehen ein Tanklöschfahrzeug 3000, ein Rüstwagen 1 (RW 1), ein Löschgruppenfahrzeug 16 mit Tragkraftspritze (LF 16-TS), ein Mehrzweckfahrzeug (MZF) und ein Wechselladerfahrzeug (WLF) mit den Abrollbehältern, AB-Wasserförderung und Abrollbehälter Massenanfall von Verletzten (AB-MANV), der für die Fußball-WM 2006 angeschafft wurde, zur Verfügung. Mit 60 aktiven Mitgliedern ist die Abteilung Nord die zweitgrößte freiwillige Abteilung der Stadt. Hinzu kommen noch knapp 20 Jugendliche in der Jugendfeuerwehr.

#### Abteilung Wallstadt (WA)
⊙
Mit dem Gründungsjahr 1896 gehört die Abteilung Wallstadt zu den ältesten Freiwilligen Feuerwehren der Stadt. Die 42 aktiven Mitglieder rücken im Jahr etwa 10-mal aus. Die eigene Jugendfeuerwehr hat etwa 20 Mitglieder. Die Abteilung verfügt über ein Mehrzweckfahrzeug (MZF), Löschgruppenfahrzeug 10 sowie ein LF 20 KatS. Das 100-jährige Bestehen wurde 1996 mit einem mehrtägigen Fest begangen. 2007 wurde das närrische Jubiläum gefeiert. Seit langem ist der Wunsch der notwendigen Erweiterung des Feuerwehrhauses bekannt, da weder getrennte Toiletten noch eine Duschmöglichkeit für die Kameraden vorhanden sind. Seit 2007 bemühen sich die Kameraden nun auch öffentlich darum, indem in der Presse und Politik für das Vorhaben geworben wird. 2014 wurden dann Gelder im Haushalt bewilligt und die ersten Planungsgespräche fanden Anfang 2015 statt. Da ein geeigneter Platz für einen Neubau bisher noch nicht gefunden wurde, wurde eine Übergangslösung mit einem Containeranbau bewilligt. Dieses Vorhaben und die Aufarbeitung der Sanitärräume dauerten bis Mitte 2017. Seit Mitte 2020 ist die Abteilung Wallstadt mit der Sonderaufgabe Löschwasserrückhaltung (Löschwasser-Rückhalte-Richtlinie) betraut, wofür ein entsprechender Abrollbehälter mit dazugehörigem Material beschafft wurde.

#### Abteilung Feudenheim (FE)
⊙
45 Mitglieder stark ist die Abteilung Feudenheim, die über ein Löschgruppenfahrzeug 10, ein Löschgruppenfahrzeug 20 KatS aus kommunaler Beschaffung, ein Tanklöschfahrzeug 3000 sowie ein Mehrzweckfahrzeug (MTF/ELW) verfügt. Als Sonderaufgabe betreut die Feuerwehr den Bootsdienst in Mannheim, wofür ein Abrollbehälter Boot (AB-Boot) zur Verfügung steht. Auf dem AB-Boot sind insgesamt acht Flachboden-Boote untergebracht. Mit einem Wechselladerfahrzeug (WLF) wird der Behälter zur Einsatzstelle gefahren. Insgesamt rückt die Feuerwehr Feudenheim pro Jahr etwa 20 mal aus.
Seit 2023 ist ebenso die Wald- und Vegetationsbrandbekämpfung Sonderaufgabe der Abteilung. Hierfür ist kein Sonderfahrzeug beschafft worden, der Fokus liegt auf der Ausbildung und der Führungsunterstützung aller Mannheimer Einsatzkräfte durch Fachwissen. Um auch Spezialmaterial (Löschrucksäcke, Schlauchmaterial und Armaturen in „D“, ...) an zentrale Plätze der Brandbekämpfung zu verbringen, wurde ein Anhänger beschafft, der mit dem MZF gezogen wird.
Gegründet wurde die Abteilung Feudenheim im Jahr 1874. Das 125-jährige Jubiläum wurde 1999 bei einem drei Tage dauernden Fest begangen. Im Jahr 2024 begeht die Abteilung ihr 150-jähriges Bestehen mit einem Wochenendfest.
Die Jugendfeuerwehr ist mit knapp 25 Mitgliedern eine starke Truppe, die – genau wie die Einsatzmannschaft auch – neben Jungs auch Mädchen in ihren Reihen hat.
Vor einigen Jahren wurde das undichte Dach des Feuerwehrhauses in Eigenleistung erneuert sowie aus- und umgebaut, um der Jugendfeuerwehr eigene Räume zu bieten.

### Wachbereich Süd

#### Abteilung Rheinau (RH)
⊙
Das Feuerwehrhaus der Abteilung Rheinau befindet sich auf dem Gelände der Feuerwache Süd, wo vier Fahrzeuge untergebracht sind: ein Löschgruppenfahrzeug 10/10, ein Tanklöschfahrzeug 3000, ein Gerätewagen-Transport (GW-T), ein Wechselladerfahrzeug (WLF) und ein Mehrzweckfahrzeug (MZF).
Gegründet wurde die Abteilung 1901 und momentan umfasst sie 21 aktive Mitglieder, 4 Mitglieder der Altersmannschaft, 12 Jugendliche und 20 Mitglieder in der Kindergruppe.

#### Abteilung Seckenheim (SE)
⊙
In der 1906 gegründet Abteilung Seckenheim sind 33 Mitglieder aktiv, die von den elf Kameraden der Altersabteilung unterstützt werden, zur Jugendfeuerwehr gehören 14 Jugendliche. Ihnen steht ein Löschgruppenfahrzeug 8/6 (LF 8/6), ein Löschgruppenfahrzeug des Katastrophenschutzes (LF 20 KatS) und ein MZF für allgemeine Transporttätigkeiten zur Verfügung.

#### Abteilung Friedrichsfeld (FR) / Rettungszentrum Friedrichsfeld
⊙
Die Abteilung Friedrichsfeld wurde am 25. Oktober 1905 gegründet und zusammen mit Seckenheim im Jahr 1930 durch die Eingemeindung der Gemeinde dem Mannheimer Oberkommando unterstellt. Zusammen mit dem Technischen Hilfswerk ist die Abteilung seit 2011 im gemeinsamen Rettungszentrum im Friedrichsfelder Gewerbegebiet untergebracht. Den Feuerwehrleuten steht ein Löschgruppenfahrzeug 8/6, ein Löschgruppenfahrzeug 20 KatS aus kommunaler Beschaffung und ein Mehrzweckfahrzeug (MZF) zur Verfügung.

## Besondere Einsatzgruppen

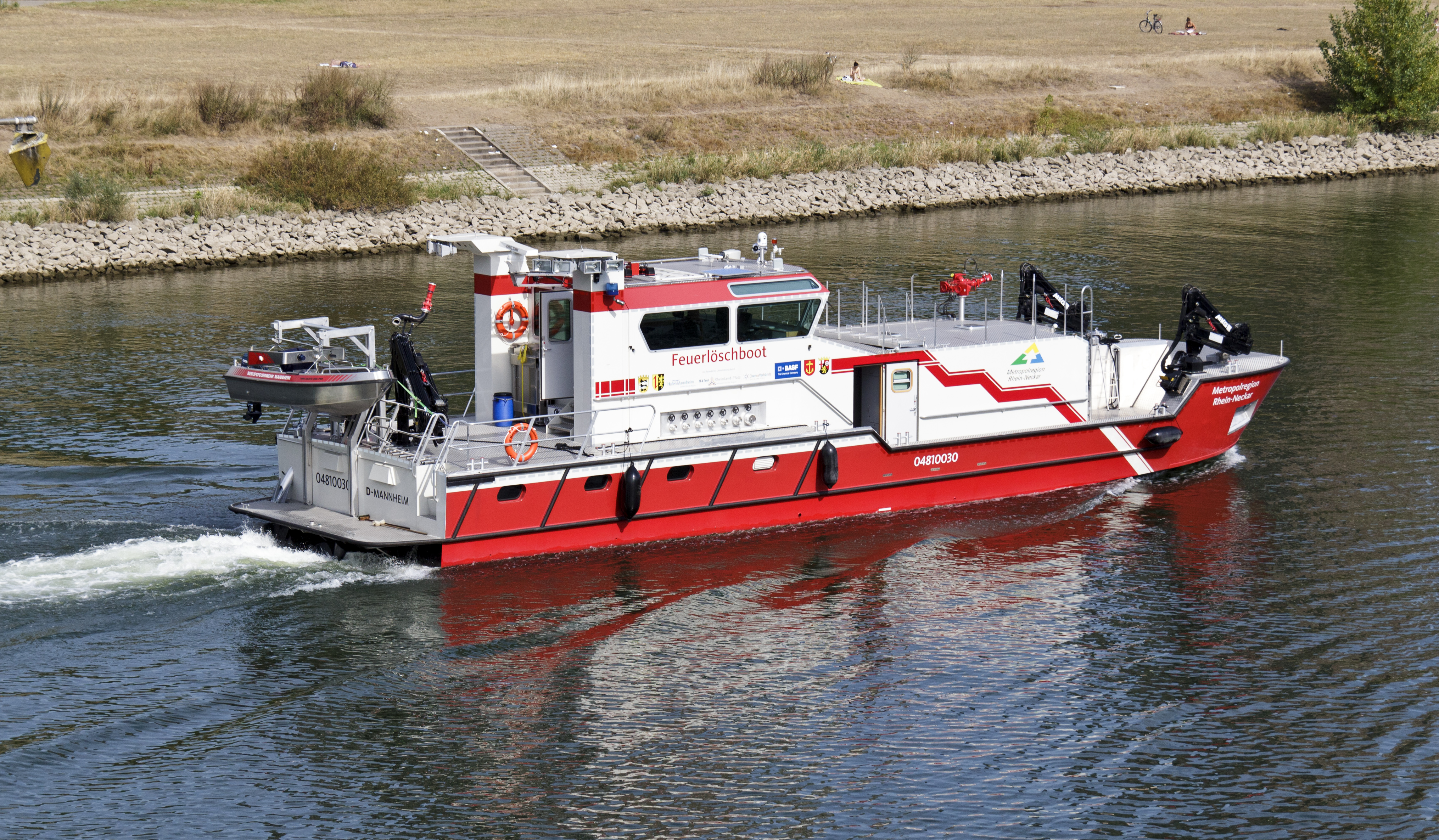
Löschboot „Metropolregion 1“

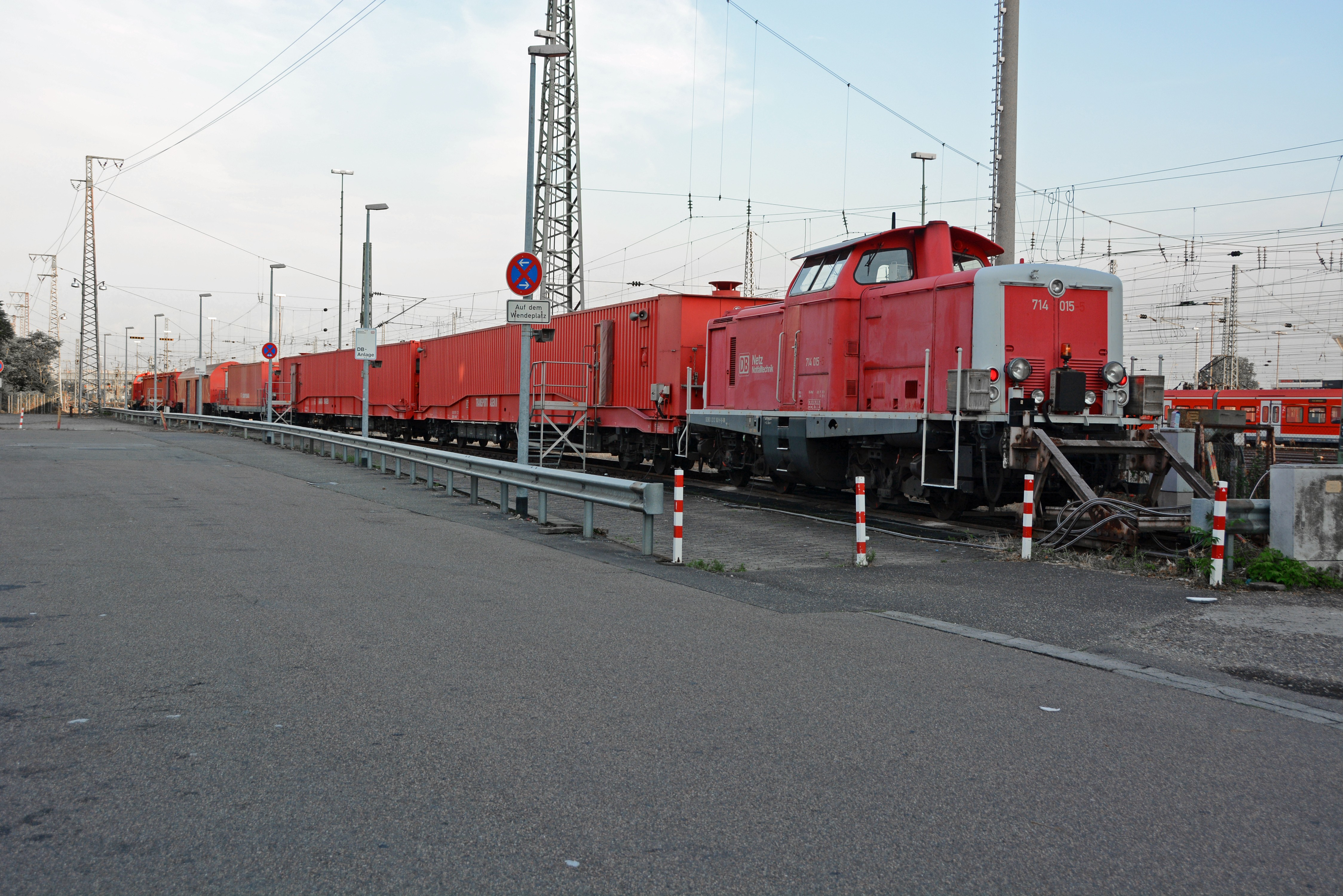
Rettungszug am Mannheimer Hauptbahnhof

Die Feuerwehr Mannheim unterhält besondere Einsatzgruppen:

### Berufsfeuerwehr
- Die Berufsfeuerwehr besetzt das Mannheimer Feuerlöschboot. Die nächsten Feuerlöschboote auf dem Rhein sind in (Germersheim) und Kehl/Straßburg bzw. (Gernsheim) und Mainz/Wiesbaden stationiert. Anfang 2009 wurde ein neues Feuerlöschboot in Auftrag gegeben, das durch die Länder Baden-Württemberg und Rheinland-Pfalz, die Stadt Mannheim, die BASF sowie den Verband der Chemischen Industrie Rheinland-Pfalz finanziert wird, um 2011 der Mannheimer Feuerwehr übergeben zu werden.[11][12]
- Höhenrettung (Wache Nord),[13] wird auch von den Feuerwehren der Metropolregion angefordert.
- Analytische Task Force (ATF) Mannheim (Wache Süd), eine Kooperation mit dem Bundesamt für Bevölkerungsschutz und Katastrophenhilfe[14], die bei Schadensereignissen über die Freisetzung radioaktiver, biologischer oder chemischer Stoffe aufklären soll[15] und dafür national und international unterwegs ist. So war sie unter anderem zur Fußball-Weltmeisterschaft 2006 in Stuttgart, zum Papstbesuch 2007 in Österreich und zum NATO-Gipfeltreffen 2009 in Baden-Baden stationiert.[16] Der ATF gehören auch Mitglieder der FF Neckarau an.
- Tauchergruppe (Hauptfeuerwache): Jährlich ca. 38 Einsätze im Stadtgebiet sowie in den Gewässern der Metropolregion.
- Feuerwehrkran (Wache Nord), wird auch von den Feuerwehren der Metropolregion angefordert.

### Freiwillige Feuerwehr
- ABC-Zug & Analytische Task Force (FF Neckarau)
- Sondereinheit Fernerkundung (FF Neckarau) – derzeit befindet sich eine Drohnengruppe im Aufbau.
- Im Vorfeld der Fußball-Weltmeisterschaft 2006 wurden in Baden-Württemberg 4 Abrollbehälter „Massenanfall von Verletzten (AB-MANV)“ angeschafft. Einer davon ist in Mannheim-Käfertal stationiert und wird von der FF Nord betreut.[17]
- Wasserrettung (FF Feudenheim)[18]
- Fachgruppe Führungsunterstützung (abteilungsübergreifende Einheit, Unterstützung des Einsatzleiters vor Ort oder im Führungsstab durch Lagedarstellung und Einsatzdokumentation)
- Sondereinheit Löschwasserrückhaltung (FF Wallstadt)
- Sondereinheit Waldbrandbekämpfung (FF Feudenheim)[19]

Zudem ist der Hauptbahnhof Mannheim einer von sechs Standorten der Rettungszüge der Bahn. Im Einsatzfall wird der Zug durch die Feuerwehr Mannheim (von Hauptamtlichen und Freiwilligen) sowie von Kräften der Freiwilligen Feuerwehr Schwetzingen besetzt, ergänzt durch zwei Lokführer, die ständig einsatzbereit von der Bahn gestellt werden. Das Sanitätsabteil des Rettungszugs wird von der Johanniter-Unfall-Hilfe besetzt.

## Stadtfeuerwehrverband Mannheim e. V.
Im Jahr 1997 wurde der Stadtfeuerwehrverband (SFV) Mannheim e. V. gegründet, der sich zur Aufgabe gemacht hat, die Feuerwehren in Mannheim und ihre Interessen politisch zu vertreten, Werbung für die Feuerwehr in der Öffentlichkeit zu machen, Themen rund um die Mitglieder zu unterstützen sowie den Zusammenhalt der verschiedenen Einsatzorganisationen in Mannheim zu verbessern. Mitglieder des Verbands sind die Gemeindefeuerwehr mit den Einheiten „Berufsfeuerwehr“ und „Freiwilligen Feuerwehr“ (mitsamt ihrer Jugendfeuerwehr und der Altersmannschaft) sowie Werkfeuerwehren und Einheiten des betrieblichen Brandschutzes. Zudem gehören dem Verband fördernde Mitglieder und Ehrenmitglieder an.
Dem Vorstand gehören neben dem Amtsleiter der Mannheimer Feuerwehr (als geborenes Mitglied), gewählte Vertreter an. Diese werden in ihrer Arbeit durch den Ausschuss unterstützt, welcher gleichberechtigt aus Vertretern aller Bereiche („BF“, „FF“ und „WF/Betr. Einrichtungen Brandschutz“) besteht.
Die wohl auffälligste Öffentlichkeitsarbeit ist seit Jahren der Stand auf dem Mannheimer Maimarkt, bei dem seit Mai 2007 alle Organisationen zur Menschenrettung unter dem Motto „Schulterschluss für Ihre Sicherheit“ in einem Stand vereint sind.
Der Stadtfeuerwehrverband ist Mitglied im Landesfeuerwehrverband Baden-Württemberg und dem Deutschen Feuerwehrverband. Sitz des Verbandes ist die Hauptfeuerwache.